# Marin Preda

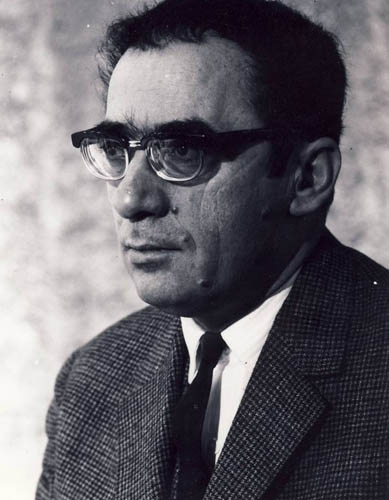
Marin Preda

Marin Preda, född 1922, död 1980, var en rumänsk författare.
Marin Preda är en av Rumäniens mest kända efterkrigsförfattare. Han föddes i en fattig bondefamilj och var autodidakt, vilket återspeglas i flera av hans romaner och noveller. Hans kanske mest kända verk Moromeții (1955, Moromete-familjen) skildrar landsbygdsmiljön under mellankrigsperioden och människornas förundran inför en värld i förändring. Den filmatiserades 1987 av regissören Stere Gulea. 
På 1960-talet blev Preda en etablerad författare med en bred litterär verksamhet. Han blev utsedd till förlagschef och vice ordförande i Rumänska författarförbundet. Men trots hans samförstånd med regimen blev Predas senare böcker allt mörkare och mer kritiska. Preda började inrikta sig på frågor om konstnärens natur och livsval, vilket kulminerade i romanen Cel mai iubit dintre pământeni (1980, Den mest älskade bland människorna på jorden) som handlar om en filosofiprofessor vars liv bryts sönder av den kommunistiska regimen. Boken drogs in av censuren, men de exemplar som kommit ut och cirkulerade gjorde starkt intryck på många läsare. Preda dog under oklara omständigheter samma år och det spekulerades länge i att han mördats av Securitate, vilket dock aldrig har kunnat bevisas.